# Exodus (Ja Rule)
Exodus è il primo greatest Hits che raccoglie le migliori canzoni registrate dal rapper Ja Rule dal 1999 al 2005.
Il disco è stato pubblicato il 13 dicembre del 2005 dalla Def Jam e dalla Murder Inc. Records.

## Tracce
1. Exodus (Intro) (ft. Irv Gotti)
2. Me
3. Holla Holla
4. It's Murda (ft. DMX & Jay-Z)
5. Put It on Me (ft. Vita)
6. I Cry (ft. Lil Mo)
7. Livin' It Up (ft. Case)
8. Always on Time (ft. Ashanti)
9. Ain't It Funny (Murder Remix) (ft. Jennifer Lopez & Cadillac Tah)
10. Thug Lovin' (ft. Bobby Brown)
11. Mesmerize (ft. Ashanti)
12. Clap Back
13. New York (ft. Fat Joe & Jadakiss)
14. Wonderful (ft. R. Kelly & Ashanti)
15. Never Again
16. Daddy's Little Baby (ft. Ronald Isley)
17. Love Me Hate Me
18. Exodus (Outro)